# Бреді Ткачук
Бреді Ткачук (англ. Brady Tkachuk; нар. 16 вересня 1999, Скоттсдейл) — американський хокеїст, крайній нападник клубу НХЛ «Оттава Сенаторс». Гравець збірної команди США.

## Ігрова кар'єра
Хокейну кар'єру розпочав 2013 року в складі юніорської збірної США за програмою розвитку юніорського хокею США.
У сезоні 2017–18 років Бреді погодився захищати кольори хокейної команди Бостонського університету.
У 2018 році Центральне скаутське бюро НХЛ поставило Ткачука на друге місце серед північноамериканських хокеїстів. Зрештою він був обраний на драфті НХЛ під 4-м загальним номером командою «Оттава Сенаторс». 13 серпня 2018 року Ткачук підписав трирічний контракт початкового рівня з «сенаторами». 8 жовтня американець дебютував у складі Оттави в програному матчі 3–6 «Бостон Брюїнс». 10 жовтня вже відзначився закинутою шайбою у ворота клубу «Філадельфія Флаєрс». 17 жовтня Бреді отримав травму та вибув з гри на місяць.. За підсумками сезону 2018–19 Ткачук закинув 22 шайби та посів друге місце серед новачків поступившись шведу Еліасу Петтерссону.
У січні 2020 року обраний на матч всіх зірок НХЛ. У сезоні 2020–21 Бреді обраний альтернативним капітаном команди.
14 жовтня 2021 року Ткачук підписав семирічний контракт із «сенаторами».. 5 листопада, Ткачук, став десятим капітаном в історії клубу.
11 грудня 2021 року Бреді оформив перший хет-трик у НХЛ в переможному матчі 4–0 над «Тампа-Бей Лайтнінг».
2 грудня 2022 року, Ткачук провів 300-й матч в НХЛ.

## На рівні збірних
У складі юніорської збірної США чемпіон світу 2017 року.
У складі молодіжної збірної США бронзовий призер 2018 року.
Гравець збірної команди США.

## Нагороди та досягнення
- Учасник матчу усіх зірок НХЛ — 2020, 2022, 2023, 2024.

## Особисте життя
Бреді Ткачук американець українського походження. Його батько Кіт також в минулому хокеїст. Рідний брат Бреді — Метью, також гравець НХЛ.

## Статистика

### Клубні виступи
| 2015–16      | США                     | ХЛСШ         | 32  | 4   | 4   | 8   | 36  | — | — | — | — | — |
| 2016–17      | США                     | ХЛСШ         | 24  | 12  | 11  | 23  | 73  | — | — | — | — | — |
| 2017–18      | Бостонський університет | ХС           | 40  | 8   | 23  | 31  | 61  | — | — | — | — | — |
| 2018–19      | «Оттава Сенаторс»       | НХЛ          | 71  | 22  | 23  | 45  | 75  | — | — | — | — | — |
| 2019–20      | «Оттава Сенаторс»       | НХЛ          | 71  | 21  | 23  | 44  | 106 | — | — | — | — | — |
| 2020–21      | «Оттава Сенаторс»       | НХЛ          | 56  | 17  | 19  | 36  | 69  | — | — | — | — | — |
| 2021–22      | «Оттава Сенаторс»       | НХЛ          | 79  | 30  | 37  | 67  | 117 | — | — | — | — | — |
| 2022–23      | «Оттава Сенаторс»       | НХЛ          | 82  | 35  | 48  | 83  | 126 | — | — | — | — | — |
| 2023–24      | «Оттава Сенаторс»       | НХЛ          | 81  | 37  | 37  | 74  | 134 | — | — | — | — | — |
| 2024–25      | «Оттава Сенаторс»       | НХЛ          | 72  | 29  | 26  | 55  | 123 | 6 | 4 | 3 | 7 | 6 |
| Усього в НХЛ | Усього в НХЛ            | Усього в НХЛ | 512 | 191 | 213 | 404 | 750 | 6 | 4 | 3 | 7 | 6 |

### Збірна
| Рік                | Команда            | Турнір             | Місце              |    | І  | Г  | П  | О  | ШХ |
| ------------------ | ------------------ | ------------------ | ------------------ | -- | -- | -- | -- | -- | -- |
| 2015               | США                | U17                | 6-е                | 5  | 2  | 3  | 5  | 4  |    |
| 2017               | США                | ЮЧС18              | 1                  | 7  | 1  | 6  | 7  | 12 |    |
| 2018               | США                | МЧС                | 3                  | 7  | 3  | 6  | 9  | 2  |    |
| 2024               | США                | ЧС                 | 5-е                | 8  | 7  | 6  | 13 | 4  |    |
| 2025               | США                | 4Н                 | 2                  | 4  | 3  | 0  | 3  | 5  |    |
| Молодіжна збірна   | Молодіжна збірна   | Молодіжна збірна   | Молодіжна збірна   | 19 | 6  | 15 | 21 | 18 |    |
| Національна збірна | Національна збірна | Національна збірна | Національна збірна | 12 | 10 | 6  | 16 | 9  |    |